# Eva Bracamontes
Eva Bracamontes (Veracruz, 1993) es una artista urbana, ilustradora y diseñadora mexicana que realiza ilustraciones de gran formato. Ha pintado en diversos países del mundo. En sus obras trata temas sociales como la migración, el desplazamiento forzado y la violencia contra las mujeres, niñas y niños, por lo que ha trabajado con organizaciones de defensa de derechos humanos, de las Naciones Unidas y otras organizaciones no gubernamentales. Se ha enfocado principalmente en plasmar figuras femeninas y niñas.

## Biografía
Estudió diseño y comunicación visual en la Facultad de Artes y Diseño de la UNAM y se especializó en ilustración. Posteriormente estudió una maestría sobre diseño y el entorno como experimentación con espacios públicos, también en la UNAM.

## Obra
Creó y organizó el CIMU Festival Internacional de Artistas e Investigadoras del Arte Urbano, en 2018 y 2019. Además de México, ha pintado obras en países como Canadá, Colombia, Ecuador, Venezuela, Perú, Argentina, Francia, Alemania, Italia, Portugal y Sudáfrica. Recientemente trabajó en Haití, Estados Unidos, España, Grecia y Qatar.
Con motivo de la Copa Mundial de Fútbol de 2022, en Qatar, la artista fue seleccionada para realizar el mural "Birds Game" que con la representación de varias aves características de diversas regiones del mundo, simbolizó la diversidad cultural que representa ese evento deportivo.
En 2021 trabajó con la organización Save the Children para crear un mural en un centro migratorio de México, sobre los derechos de niñas y adolescentes. En 2023, en el marco del 75 aniversario de la Declaración Universal de los Derechos Humanos, realizó un mural de 35 metros de largo por 8 metros de alto en la Central de Abasto de la Ciudad de México.